# Lebanon (Ohio)
Lebanon es una ciudad ubicada en el condado de Warren, en el estado estadounidense de Ohio. En el censo de 2010 tenía una población de 20 033 habitantes y una densidad poblacional de 596,27 personas por km².
Es sede del condado de Warren y es parte de la zona metropolitana de Cincinnati. Fue nombrado Lebanon gracias a los muchos enebros o cedros rojo orientales encontrados allí, similar a la del cedro del Líbano. Se conoce hoy como «la ciudad del cedro». Lebanon es ampliamente conocido como una atracción turística, con sus muchos puntos de interés. El Museo de Historia del Condado de Warren es reconocido como uno de los museos de la nación más destacados. El Glendower Estado Memorial, erigido entre 1836 y 1840, es un ejemplo clásico de la arquitectura residencial renacentista griego y un entorno natural, donde hay muchos elegantes muebles victorianos del pasado del condado de Warren. La ciudad cuenta con una orquesta sinfónica y un coro. Lebanon es también el hogar del Lebanon Mason Monroe Ferrocarril, donde los pasajeros siguen una ruta que pasa prado, pasto, un riachuelo ondulante y flores silvestres a lo largo del camino.

## Geografía
Lebanon se encuentra ubicada en las coordenadas 39°25′23″N 84°13′11″O / 39.42306, -84.21972. Según la Oficina del Censo de los Estados Unidos, Lebanon tiene una superficie total de 33.6 km², de la cual 33.57 km² corresponden a tierra firme y (0.07%) 0.02 km² es agua.

## Historia
Lebanon se encontraba en Symmes Purchase. El primer colono en lo que hoy es la ciudad de Lebanon fue Ichabod Corwin, el tío de Thomas Corwin, que vino a Ohio desde el condado de Bourbon (Kentucky) y se establecieron en el brazo norte de Turtle Creek en marzo de 1796. El sitio de su cabaña se encuentra ahora en el Berry Intermediate School en North Broadway y está marcado como un monumento erigido por las Hijas de la Revolución Americana.
La ciudad fue presentada en septiembre de 1802 con terrenos de propiedad de Ichabod Corwin, Hurin Silas, Efraín Hathaway, y Samuel Manning en las secciones 35 y 35 de la ciudad 5, Rango 3 del Norte y las secciones 5 y 6 de la ciudad 4, Rango 3 del Norte de la Entre Ríos de la Miami Rivers Survey.
Su habitante ilustre era Neil Armstrong, exastronauta del Apolo 11.

## Demografía
Según el censo de 2010, había 20.033 personas residiendo en Lebanon. La densidad de población era de 596,27 hab./km². De los 20.033 habitantes, Lebanon estaba compuesto por el 92.69% blancos, el 2.62% eran afroamericanos, el 0.21% eran amerindios, el 0.83% eran asiáticos, el 0.02% eran isleños del Pacífico, el 1.65% eran de otras razas y el 1.98% pertenecían a dos o más razas. Del total de la población el 3.55% eran hispanos o latinos de cualquier raza.